# Дегишер, Вильма
Вильма Дегишер (урождённая — Вильгельмина Анна Мария Дегишер) (нем. Vilma Degischer; 17 ноября 1911, Вена, Австро-Венгрия  — 3 мая 1992, Баден, Нижняя Австрия) — австрийская актриса театра, кино и телевидения.

## Биография
Дочь государственного чиновника. Обучилась танцам и классическому балету, но решила стать театральной актрисой. До 1931 года изучала актёрское мастерство на семинаре Макса Рейнхардта в Вене.
Театральный дебют состоялся ещё во время учёбы в 1930-х годах в роли Гермии в пьесе Шекспира «Сон в летнюю ночь» в постановке Макса Рейнхардта в Немецком театре в Берлине. Здесь познакомилась с австрийским актёром и режиссёром Германом Тимигом, за которого вышла замуж в 1939 г.
Играла в различных австрийских и немецких театрах, чаще всего в Берлине, Вене и Зальцбурге. Всего на театральной сцене сыграла около 400 ролей. С успехом играла в пьесах Шекспира , Гёте, Ибсена , Чехова, Ф. Грильпарцера, Пиранделло, Г. Гофмансталя, А. Шницлера и др.
С 1935 по 1938 и с 1939 по 1991 год играла в старейшем существующем венском театре Йозефштадт. С 1930-х годов выступала на Зальцбургском фестивале.
В 1940-е годы играла также в мюзиклах, кино и мини-сериалах.
В 1931—1991 годах снялась более чем в 55 кино- и телефильмах. Наиболее известна ролью эрцгерцогини Софии в трилогии Эрнста Маришки «Сисси» (1955—1957).

## Избранная фильмография
- 1931: Большая любовь — эпизод
- 1948: Другая жизнь — Сюзетт Альберти
- 1949: Liebe Freundin — секретарша Сюзанна
- 1951: Das Tor zum Frieden — Элизабет Дресслер
- 1954: Любимец Вены  — Катарина
- 1955: Сисси — эрцгерцогиня София
- 1956: Сисси — молодая императрица — эрцгерцогиня София
- 1957: Сисси. Трудные годы императрицы — эрцгерцогиня София
- 1957: ...и любовь смеётся над этим — владелица гостиницы
- 1957: Дневник Анны Франк — Эдит Франк
- 1958: Украденное небо — Ливия Арган
- 1963: Кардинал — сестра Вильгельмина
- 1963: Два сердца во время вальса  — мать Рихарда Штрауса
- 1963: Джеральдин это ангел?  — тётя Клара
- 1965: Хижина дяди Тома — госпожа Шелби
- 1978: Шесть персонажей в поисках автора (телефильм) — мать
- 1989: Trostgasse 7 (телефильм) — бабушка Вирт
- 1991: Династия Штраус — танцующая пожилая леди

## Награды
- Золотая почётная медаль федеральной столицы Вены
- Австрийский почётный знак «За науку и искусство»
- Медаль Йозефа Кайнца (1972)